# Daniil Misjul
Daniil Dmitrijevitj Misjul, ryska: Даниил Дмитриевич Мисюль, född 20 oktober 2000, är en belarusiskfödd rysk professionell ishockeyback som är kontrakterad till New Jersey Devils i National Hockey League (NHL) och spelar för Utica Comets i American Hockey League (AHL).
Han har tidigare spelat för Lokomotiv Moskva i Kontinental Hockey League (KHL) och Loko Jaroslavl i Molodjozjnaja chokkejnaja liga (MHL).
Misjul draftades av New Jersey Devils i tredje rundan i 2019 års draft som 70:e spelare totalt.

## Statistik
| 2017–2018  | Loko Jaroslavl      | MHL        | 33  | 2 | 3  | 5  | 26 | 6  | 0 | 1 | 1 | 6  |
| 2018–2019  | Lokomotiv Jaroslavl | KHL        | 3   | 0 | 1  | 1  | 0  | 6  | 1 | 0 | 1 | 13 |
|            | Loko Jaroslavl      | MHL        | 46  | 4 | 6  | 10 | 71 | 10 | 0 | 0 | 0 | 6  |
| 2019–2020  | Lokomotiv Jaroslavl | KHL        | 35  | 2 | 1  | 3  | 11 | —  | — | — | — | —  |
| 2020–2021  | Lokomotiv Jaroslavl | KHL        | 46  | 2 | 5  | 7  | 12 | 4  | 0 | 0 | 0 | 10 |
|            | Loko Jaroslavl      | MHL        | 1   | 0 | 0  | 0  | 2  | 9  | 0 | 1 | 1 | 14 |
| 2021–2022  | Lokomotiv Jaroslavl | KHL        | 41  | 1 | 2  | 3  | 16 | 3  | 0 | 0 | 0 | 2  |
| 2022–2023  | Lokomotiv Jaroslavl | KHL        | 59  | 0 | 7  | 7  | 30 | 8  | 0 | 1 | 1 | 2  |
| 2023–2024  | Utica Comets        | AHL        | 44  | 4 | 10 | 14 | 47 | —  | — | — | — | —  |
| 2024–2025  | New Jersey Devils   | NHL        | 1   | 0 | 0  | 0  | 0  | —  | — | — | — | —  |
|            | Utica Comets        | AHL        | 4   | 0 | 0  | 0  | 8  | —  | — | — | — | —  |
| NHL totalt | NHL totalt          | NHL totalt | 1   | 0 | 0  | 0  | 0  | —  | — | — | — | —  |
| KHL totalt | KHL totalt          | KHL totalt | 184 | 5 | 16 | 21 | 69 | 21 | 1 | 1 | 2 | 27 |
| MHL totalt | MHL totalt          | MHL totalt | 80  | 6 | 9  | 15 | 99 | 25 | 0 | 2 | 2 | 26 |

### Internationellt
| Källa: Uppdaterad: 2024-10-28 | Källa: Uppdaterad: 2024-10-28 | Källa: Uppdaterad: 2024-10-28 |         | Utv = Utvisningsminuter | Utv = Utvisningsminuter | Utv = Utvisningsminuter | Utv = Utvisningsminuter | Utv = Utvisningsminuter |
| År                            | Lag                           | Mästerskap                    | Matcher | Mål                     | Assists                 | Poäng                   | Utv                     |                         |
| ----------------------------- | ----------------------------- | ----------------------------- | ------- | ----------------------- | ----------------------- | ----------------------- | ----------------------- | ----------------------- |
| 2018                          | Ryssland                      | U18-VM                        | 5       | 1                       | 0                       | 1                       | 4                       |                         |
| 2020                          | Ryssland                      | JVM                           | 6       | 0                       | 0                       | 0                       | 12                      |                         |
| Junior totalt                 | Junior totalt                 | Junior totalt                 | 11      | 1                       | 0                       | 1                       | 16                      |                         |